# Lost Highway (canção)
"Lost Highway" é uma música da banda de rock americana Bon Jovi. Escrita por Jon Bon Jovi, Richie Sambora e John Shanks, é a primeira faixa do álbum com o mesmo nome e foi lançada em setembro de 2007 como o segundo single do álbum. A música alcançou o número 15 na parada Billboard Adult Top 40.

## Informação da música
Quando a banda estava escrevendo a música, eles pegaram o título tanto da música de Hank Williams quanto da gravadora Lost Highway, de Nashville. Assim que chegaram a Nashville, eles tiveram a ideia da música, a escreveram e gravaram em 48 horas. Não conseguiu figurar na lista dos 75 melhores singles do Reino Unido. Nos EUA, alcançou o 15º lugar no ranking dos Top 40 para adultos. Uma versão ligeiramente diferente da faixa-título "Lost Highway" foi usada no filme Wild Hogs, ao lado de outra música do Bon Jovi, "Wanted Dead or Alive".
A música "Hallelujah" foi a faixa do lado b do single e, na verdade, ficou no Reino Unido em 177º lugar na venda de downloads de músicas.

## Desempenho nas tabelas musicais
| Gráfico (2007)                            | Melhor posição |
| ----------------------------------------- | -------------- |
| Alemanha - (Official German Charts)       | 36             |
| Áustria - (Ö3 Austria Top 40)             | 41             |
| Canadá - (Canadian Hot 100)               | 39             |
| Eslováquia - (Rádio Top 100)              | 44             |
| Estados Unidos - (Billboard Adult Top 40) | 15             |
| Reino Unido - UK Singles Chart            | 117            |
| Chéquia - (Rádio Top 100)                 | 69             |

## Performances ao vivo
A música foi apresentada em muitos eventos promocionais da banda, incluindo ao vivo no Today, uma performance da MTV Unplugged e no show Live Earth realizado em Nova Jersey.
A música abriu a maioria dos shows na Lost Highway Tour e apareceu regularmente nas listas de músicas do The Circle Tour.
Bon Jovi também tocou a música no Royal Variety Performance em 3 de dezembro de 2007.